# آلن میلر (طراح بازی)
آلن میلر (انگلیسی: Alan Miller) طراح بازی است که یکی از مؤسسان شرکت بازی‌های ویدئویی اکتیویژن بود. میلر در دانشگاه کالیفرنیا، برکلی مهندسی برق و علوم رایانه خواند و در سال ۱۹۷۳ فارغ‌التحصیل شد.